# Théorème de plongement de Mitchell
Le théorème de plongement de Mitchell, aussi connu sous le nom du théorème de Freyd-Mitchell, est un énoncé important portant sur les catégories abéliennes ; il énonce que ces catégories, bien que définies abstraitement, sont en fait des catégories concrètes de modules. Ceci permet alors de partir à la chasse au diagramme dans de telles catégories. Ce théorème est attribué aux mathématiciens Barry Mitchell et Peter Freyd.

## Principe
Précisément, le théorème s'énonce ainsi : pour A une petite catégorie abélienne, il existe un anneau R, unitaire et non commutatif en général, ainsi qu'un foncteur F: A → R-Mod, plein, fidèle et exact, de la catégorie A dans la catégorie des R-modules à gauche.
Ce foncteur F établit une équivalence entre A et une sous catégorie pleine de R-Mod compatible avec les notions de noyaux et conoyaux et donc compatible avec la notion de suite exacte. Cependant, ce foncteur ne conserve pas les propriétés d'un objet de A d'être projectif ou injectif (un module sur un anneau est toujours injectif et projectif sur la catégorie constituée par lui-même et 0 et comme seuls morphismes 0, et les multiples de l'identité).

## Aperçu de la preuve
Soit {\displaystyle {\mathcal {L}}\subset \operatorname {Fun} ({\mathcal {A}},Ab)} la catégorie des foncteurs exacts à gauche de la catégorie abélienne {\displaystyle {\mathcal {A}}} vers la catégorie des groupes abéliens {\displaystyle Ab}. On construit un plongement contravariant {\displaystyle H:{\mathcal {A}}\to {\mathcal {L}}} tel que {\displaystyle H(A)=h^{A}} pour tout {\displaystyle A\in {\mathcal {A}}}, où {\displaystyle h^{A}} est le foncteur Hom covariant tel que {\displaystyle h^{A}(X)=\operatorname {Hom} _{\mathcal {A}}(A,X)}. Le lemme de Yoneda nous donne la nature pleine et fidèle de {\displaystyle H}. On a directement l'exactitude à gauche de {\displaystyle H} car {\displaystyle h^{A}} est déjà exact à gauche. La preuve de l'exactitude à droite de {\displaystyle H} est plus dure, on peut la retrouver dans les Lecture Notes in Mathematics 76 de R. G. Swan.
On prouve ensuite que {\displaystyle {\mathcal {L}}} est une catégorie abélienne en utilisant la théorie de la localisation (de Swan). C'est la partie difficile de la preuve.
Il est facile de vérifier que la catégorie abélienne {\displaystyle {\mathcal {L}}} est une catégorie AB5 avec un générateur
{\displaystyle \bigoplus _{A\in {\mathcal {A}}}h^{A}}.
C'est en fait une catégorie de Grothendieck qui admet donc un cogénérateur {\displaystyle I}.
L'anneau des endomorphismes {\displaystyle R:=\operatorname {Hom} _{\mathcal {L}}(I,I)} est celui dont on a besoin pour la catégorie des R-modules.
Avec {\displaystyle G(B)=\operatorname {Hom} _{\mathcal {L}}(B,I)}, on a un autre plongement contravariant, exact et pleinement fidèle, en posant {\displaystyle G:{\mathcal {L}}\to R\operatorname {-Mod} .} Le produit {\displaystyle GH:{\mathcal {A}}\to R\operatorname {-Mod} } est le plongement covariant exact que l'on recherche, il est pleinement fidèle.
A noter que la preuve du théorème de Gabriel–Quillen , pour les catégories exactes, est presque identique.